# ホースシュー・ベンドの戦い
ホースシュー・ベンドの戦い(英:Battle of Horseshoe Bend）は、クリーク戦争中の1814年3月27日、アラバマ州ウェタンプカ近くで、レッド・スティックスという名前で知られたクリーク族インディアンの一派と、アメリカ軍および同盟インディアンの連合軍との間で戦われた戦闘である。アンドリュー・ジャクソンの指揮したアメリカ・インディアン連合軍が決定的な勝利を奪い、レッド・スティックスを壊滅させた結果、クリーク戦争を終結に向かわせることになった。

## 背景
この戦いそのものにはイギリス軍やカナダ軍との関わりがなかったが、クリーク族の内戦で始まったクリーク戦争の発端に、イギリス軍やイギリス軍と同盟して戦ったショーニー族インディアン酋長テカムセの教唆があったために、米英戦争 (1812-1815)の一部と考えられている。クリーク戦争に介入することになったアメリカ軍は、アンドリュー・ジャクソンが中心となってアラバマ州付近のアメリカ人開拓地に対するインディアンの脅威を取り去ろうとした。ホースシュー・ベンドの戦いは、その一連の戦いの中でも最大のものとなった。ジャクソンはテネシー民兵の指揮を執り、訓練によって戦える軍隊にしていた。これに第39アメリカ陸軍歩兵連隊と、チェロキー族およびレッド・スティックスと戦っていたローワー・クリーク族のインディアン総勢約600名が加わった。
1814年の春、ウィリアム砦を出発した連合軍は、アラバマ州中央部の「ホースシュー・ベンド」と呼ばれるタラプーザ川の屈曲部近くに宿営していたレッド・スティックスの指導者の一人メナワの部隊を求めて進軍した。ジャクソン軍は森を抜けて敵の宿営地から6マイル (10 km)以内の所に到着した。ジャクソンはカフィー将軍とその騎乗歩兵部隊および同盟インディアン部隊を、川を越えてレッド・スティックスの宿営地を回り込むように送り込み、ジャクソン自身は残りの歩兵部隊2,000名を率いて、宿営地の北に陣取った。

## 戦闘
3月27日午前10時半、ジャクソンは2門の大砲で釣瓶打ちを始め、これが約2時間続いた。しかし、これはレッド・スティックスとその陣地にあまり被害を与えられなかった。カフィ指揮下のチェロキー族と騎兵隊が川を渡り、レッド・スティックスを背後から襲った。
続いてジャクソンが銃剣攻撃を命じた。歩兵隊は宿営地を取り囲む胸壁に迫り、レッド・スティックスに十字砲火を浴びせた。後にテネシー州とテキサス州の知事となるサミュエル・ヒューストンがジャクソン軍の第3中尉として従軍していた。ヒューストンは木材のバリケードを越えた最初の者の一人となったが、このときにクリーク族の矢を受けて負傷し、彼の残りの人生で災いすることになった。
激しい戦闘が約5時間続いた。およそ550名のレッド・スティックスが戦場で殺され、残りの多くが川を渡ろうとしている途中で殺された。後のアメリカ合衆国上院議員ジョン・イートンは、「この戦闘は敵の野望に鉄槌を下し、この後彼らは二度と立ち上がろうとはしなかった。... この戦闘でインディアン戦士の最強で最も勇敢な者達が戦死した」と記した。
メナワ酋長は重傷を負ったが生き残り、当初1,000名いた戦死の残り約200名とともに、川を渡ってスペイン領フロリダの中にあったセミノール族の安全地帯に逃げ込んだ。死体の数を正確に数えるために、テネシー民兵はクリーク族の死体から鼻先を切り取った。何人かの兵士は馬の手綱を作るために、インディアンの体から長い帯状の皮膚を切り取った。

## 結果
1814年8月9日、アンドリュー・ジャクソンはクリーク族にジャクソン砦条約への調印を強制した。ジャクソンに協力して戦ったクリーク族の酋長は抗議したが、結果はクリーク族が2,300万エーカー (93,000 km²)の土地をアメリカ合衆国政府に割譲することになった。場所はアラバマ州の半分とジョージア州の南部であった。クリーク戦争はクリーク族間の内戦でもあったが、ジャクソンは協力したクリーク族も反攻したレッド・スティックスも区別せず、両方から土地を奪った。割譲された土地のうち、190万エーカー(7,700 km²)は戦争中アメリカ軍に協力したチェロキー族が要求した。
この戦闘での勝利に続いてニューオーリンズの戦いでも勝利したアンドリュー・ジャクソンは英雄となり、1828年のアメリカ合衆国大統領選挙で勝利した。
戦場跡はホースシュー・ベンド国定軍事公園の中に保存されている。